# Cathartosilvanus vulgaris
Cathartosilvanus vulgaris es una especie de coleóptero de la familia Silvanidae.

## Distribución geográfica
Habita en México y Guatemala.